# 크리스 델리아

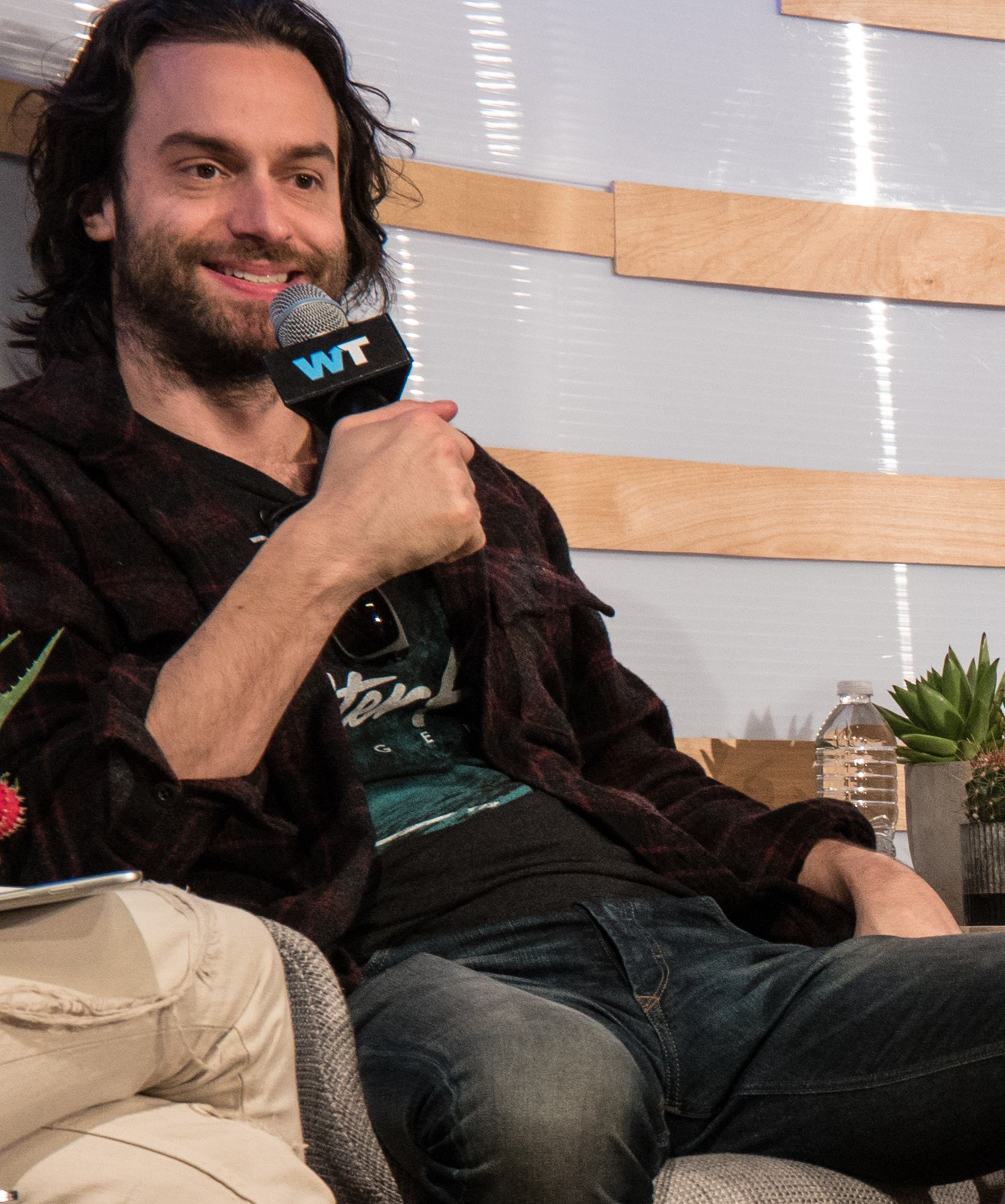
2015년 모습

크리스 덜리아(Chris D'Elia, 1980년 3월 29일 ~ )는 미국의 희극인, 배우, 각본가, 영화 제작자이다.
뉴저지주에서 태어났다.

## 출연 작품

### 영화
- 러브, 비하인드 (2012) - 백설공주 복장을 한 파티 참석자 역
- Delivery (2014) - 본인 역
- 내 루저 같은 친구들 (2016)
- XOXO (2016)
- 밴드 에이드 (2017)
- 작은 사탄 (2017)
- 하프 매직 (2018, Half Magic)

### 텔레비전
- 시카고 메디컬 (1996-97)
- 겟 리얼 (2000, Get Real)
- Comedy Central Presents (2011) - 본인
- 글로리 데이즈 (2010-11) - 빌 스탠카우스키 역
- 휘트니 (2011-13) - 앨릭스 역
- 언데이터블 (2014-16)